# قاعدة لايبنيز العامة
في علم التفاضل والتكامل تعمل قاعدة لايبنيز العامة - والتي أعطيت اسمها تيمنًا بمؤسسها غوتفريد لايبنتس - على تعميم قاعدة الضرب (والتي تُعرف أيضًا باسم "قاعدة لايبنيز"). حيث تلعب مشتقات الاقترانات دورًا أساسيًا في حساب التفاضل والتكامل وتطبيقاتها. على وجه الخصوص، ويمكن استخدامها لدراسة هندسة المنحنيات، وإيجاد القيم المُثلى للاقترانات، وصياغة المعادلات التفاضلية التي توفر نماذج رياضية في مجالات عدة، مثل: الفيزياء، والكيمياء، والبيولوجيا، والتمويل. 
وتنص القاعدة على أنه إذا كان كل من {\displaystyle f} و{\displaystyle g} اقترانات قابلة للاشتقاق مرفوعة بقوة {\displaystyle n} فإن الناتج {\displaystyle fg} هو أيضًا مرفوع بقوة {\displaystyle n}، ومشتقته الـ{\displaystyle n} فإنها تُعطَى بالشكل التالي:
{\displaystyle (fg)^{(n)}(x)=\sum _{k=0}^{n}{n \choose k}f^{(n-k)}(x)g^{(k)}(x)}
حيث {\displaystyle {n \choose k}={n! \over k!(n-k)!}} تعد المعامل الثنائي و {\displaystyle f^{(0)}(x)=f(x)}.
يمكن برهنة هذا من خلال قاعدة الضرب والاستقراء الرياضي (انظر البرهان أسفله).

## التاريخ
ظهرت فكرة المشتقة لأول مرة من المحامي والرياضي الشهير بيير دي فيرما (1601–1665) لحل العديد من المسائل، مثل: العثور على المماس لمنحنى عند نقطة. وبحلول عام 1670 وما بعده، أسس إسحق نيوتن (1642–1727) وغوتفريد لايبنيز (1646–1716) لعلم التفاضل والتكامل الحديث، وذلك بإدخال المفاهيم العامة للتفاضل والتكامل وآلية حساب كل منهما، خصوصًا أن كل منهما يعدّ عملية معكوسة للأخرى، كما تم وضع نظام ترميز سهل ومبسط لكل منهما وما زال العمل به جاريًا حتى وقتنا الحالي.

## المشتقة الأولى
في علم التفاضل والتكامل، يمكن تعميم مشتقة حاصل الجمع، الضرب، والاقترانات المركبة أو ما يعرف بقاعدة "السلسلة"، بشكل جيد ومن أي رتبة {\displaystyle n} من المشتقات. مشتقة حاصل جمع اقترانين هي الأسهل، حيث إنّ مشتقة {\displaystyle f+g} من أي رتبة {\displaystyle n} هي ببساطة حاصل جمع المشتقات من نفس الرتبة، {\textstyle f(n)+g(n)}. قاعدة لايبنيز العامة، عبارة عن تعميم للمشتقة من الرتبة {\displaystyle n} لحاصل ضرب اقترانين، وتنص على أنه إذا كان كل من الاقترانين {\displaystyle f(x)} و {\displaystyle g(x)} قابلًا للاشتقاق {\displaystyle n} من المرات، فإن حاصل ضربهما {\displaystyle fg} عبارة عن اقتران قابل للاشتقاق أيضًا من المرات، ومشتقته من الرتبة {\displaystyle n} تُعطى بالعلاقة:
{\displaystyle (fg)^{(n)}(x)=\sum _{k=0}^{n}{n \choose k}f^{(n-k)}(x)g^{(k)}(x)}
حيث {\textstyle {n \choose k}={n! \over k!(n-k)!}} هو معامل ذات الحدّين، و {\textstyle f^{(0)}(x)=f(x)}. فعلى سبيل المثال، فإن المشتقة الأولى لحاصل الضرب {\displaystyle fg} تُعطى بالعلاقة:
{\displaystyle (fg)'(x)=\sum \limits _{k=0}^{1}{{1 \choose k}f^{(k)}(x)g^{(1-k)}(x)}={1 \choose 0}f^{(0)}(x)g^{(1)}(x)+{1 \choose 1}f^{(1)}(x)g^{(0)}(x)=f(x)g'(x)+g(x)f'(x)}

## المشتقة الثانية(n=2){\displaystyle (n=2)}
يمكن حساب المشتقة الثانية للاقتران {\displaystyle f(x)} إذا عُلمت مشتقته الأولى {\displaystyle f'(x)} وذلك باشتقاق المشتقة الأولى للاقتران {\displaystyle f(x)} مرة ثانية، أي أن:
{\displaystyle (f)''(x)={\frac {d}{dx}}(f'(x))}
بما أن:
{\displaystyle (fg)'=f'g+g'f}فإن:{\displaystyle (fg)''={\frac {d}{dx}}((fg)'')={\frac {d}{dx}}(f'g+g'f)={\frac {d}{dx}}(f'g)+{\frac {d}{dx}}(g'f)=(f''g+f'g')+(g''f+f'g')=f''+2f'g'+g''}
وبتطبيق قاعدة لايبنيز نجد أن:{\displaystyle (fg)''(x)=\sum \limits _{k=0}^{2}{{2 \choose k}f^{(k)}(x)g^{(2-k)}(x)}={2 \choose 0}f^{(0)}(x)g^{(2)}(x)+{2 \choose 1}f^{(1)}(x)g^{(1)}(x)+{2 \choose 2}f^{(2)}(x)g^{(0)}(x)=g''(x)+2f'(x)g'(x)+f''(x)}

## برهان القاعدة
يمكن برهان قاعدة لايبنيز باستخدام مبدأ الاستقراء الرياضي. لتكن: {\displaystyle \sum _{k=0}^{1}{1 \choose k}f^{(1-k)}(x)g^{(k)}(x)=f'(x)g(x)+f(x)g'(x)}
القاعدة صحيحة عندما {\displaystyle m=1} وذلك لأن:
{\displaystyle (fg)'(x)=f'(x)g(x)+f(x)g'(x)}
و
{\displaystyle \sum _{k=0}^{1}{1 \choose k}f^{(1-k)}(x)g^{(k)}(x)=f'(x)g(x)+f(x)g'(x)}
نفترض أن قاعدة: {\textstyle (fg)^{(m)}(x)=\sum _{k=0}^{m}{{m} \choose {k}}f^{(m-k)}(x)g^{(k)}(x)} صحيحة لأي عدد صحيح {\displaystyle m\geq 1}
المطلوب الآن برهان صحة العلاقة لمشتقة من الرتبة {\displaystyle (m+1)}، وهذا يتم على النحو التالي:
{\displaystyle {\begin{aligned}(fg)^{(m+1)}(x)&={\frac {\text{d}}{{\text{d}}x}}\sum _{k=0}^{m}{{m} \choose {k}}f^{(m-k)}(x)g^{(k)}(x)\\&=\sum _{k=0}^{m}{{m} \choose {k}}f^{(m-k)}(x)g^{(k+1)}(x)+\sum _{k=0}^{m}{{m} \choose {k}}f^{(m+1-k)}(x)g^{(k)}(x)\\&=\sum _{k=1}^{m+1}{{m} \choose {k-1}}f^{(m+1-k)}(x)g^{(k)}(x)+\sum _{k=0}^{m}{{m} \choose {k}}f^{(m+1-k)}(x)g^{(k)}(x)\\&={{m} \choose {m}}f(x)g^{(m+1)}(x)+\sum _{k=1}^{m}{{m} \choose {k-1}}f^{(m+1-k)}(x)g^{(k)}(x)+\sum _{k=1}^{m}{{m} \choose {k}}f^{(m+1-k)}(x)g^{(k)}(x)+{{m} \choose {0}}f^{(m+1)}(x)g(x)\\&={{m} \choose {m}}f(x)g^{(m+1)}(x)+\sum _{k=1}^{m}\left[{{m} \choose {k-1}}+{{m} \choose {k}}\right]f^{(m+1-k)}(x)g^{(k)}(x)+{{m} \choose {0}}f^{(m+1)}(x)g(x)\\&={{m+1} \choose {m+1}}f(x)g^{(m+1)}(x)+\sum _{k=1}^{m}{{m+1} \choose {k}}f^{(m+1-k)}(x)g^{(k)}(x)+{{m+1} \choose {0}}f^{(m+1)}(x)g(x)\\&=\sum _{k=0}^{m+1}{{m+1} \choose {k}}f^{(m+1-k)}(x)g^{(k)}(x).\end{aligned}}}

## تعميم القاعدة لأكثر من اقترانين
لتكن {\displaystyle \left(f_{1}f_{2}\cdots f_{m}\right)^{(n)}} مجموعة من الاقترانات القابلة للاشتقاق {\displaystyle n} من المرات، فإن حاصل الضرب {\displaystyle \left(f_{1}f_{2}\cdots f_{m}\right)^{(n)}} قابل للاشتقاق {\displaystyle n} من المرات، كذلك:
{\displaystyle \left(f_{1}f_{2}\cdots f_{m}\right)^{(n)}=\sum _{k_{1}+k_{2}+\cdots +k_{m}=n}{n \choose k_{1},k_{2},\ldots ,k_{m}}\prod _{1\leq t\leq m}f_{t}^{(k_{t})}\,}حيث: {\textstyle {n \choose k_{1},k_{2},\ldots ,k_{m}}={\frac {n!}{k_{1}!\,k_{2}!\cdots k_{m}!}}}
فعلى سبيل المثال، المشتقة الثانية للاقتران g(x)=xexsin x {\displaystyle g(x)=xe^{x}sin(x)} يمكن حسابها باستخدام تعميم قاعدة لايبنيز كما يلي:
{\displaystyle {\begin{aligned}\\&{\frac {d^{2}}{dx^{2}}}(xe^{x}sin(x))=\\&({\frac {2}{2.0.0}})x^{(2)}e^{x^{(0)}}sin(x)^{(0)}+{\frac {2}{0.2.0}}x^{(0)}e^{x^{(2)}}sin(x)^{(0)}+{\frac {2}{0.0.2}}x^{(0)}e^{x^{(0)}}sin(x)^{(2)}+\\&{\frac {2}{1.1.0}}x^{(1)}e^{x^{(1)}}sin(x)^{(0)}+{\frac {2}{1.0.1}}x^{(1)}e^{x^{(0)}}sin(x)^{(1)}+{\frac {2}{0.1.1}}x^{(0)}e^{x^{(1)}}sin(x)^{(1)}\\&\\&=0+xe^{x}sinx-xe^{x}sinx+2xe^{x}sinx+2xe^{x}cosx+2xe^{x}cosx\\&\\&=2e^{x}[sinx+(1+x)cosx]\end{aligned}}}